# Ewald von Renteln
Ewald Woldemarowicz von Renteln, ros. Эвальд Вольдемарович фон Рентельн (ur. 29 marca 1893 w majątku Gut Bremmerfeldt w rejonie Paide, zm. 5 stycznia 1947) – rosyjski, a następnie estoński wojskowy (rotmistrz), dowódca 750 Wschodniego Pułku Specjalnego Przeznaczenia, przemianowanego na 750 Kozacki Pułk Grenadierów, a ostatecznie 360 Kozacki Pułk Grenadierów,  następnie kozackiej brygady kawalerii, a potem 3 Kozackiej Dywizji Płastuńskiej podczas II wojny światowej.
Służył w armii rosyjskiej. W 1913 r. został młodszym oficerem, a następnie sztabsrotmistrzem w lejbgwardii Pułku Konnego. Brał udział w I wojnie światowej. Od grudnia 1918 r. w stopniu majora służył w Rosyjskiej Kompanii Oficerskiej Pułku Bałtyckiego (Baltenregiment) w składzie armii estońskiej. Na początku 1919 r. wstąpił do Armii Północno-Zachodniej gen. Nikołaja N. Judenicza. Otrzymał stopień rotmistrza. Objął dowództwo 2 Batalionu Pułku Ostrowskiego. Po klęsce wojsk Białych zamieszkał w Polsce. Po ataku wojsk niemieckich na ZSRR 22 czerwca 1941 r., wstąpił pod koniec sierpnia tego roku do Wehrmachtu. Na początku listopada 1942 r. został dowódcą 750 Wschodniego Pułku Specjalnego Przeznaczenia, przeniesionego w 1943 r. do okupowanej południowej Francji, gdzie został przemianowany na 750 Kozacki Pułk Grenadierów, a następnie 360 Kozacki Pułk Grenadierów. Ewalda W. von Rentelna odznaczono Krzyżem Żelaznym 2 i 1 klasy. Od marca 1945 r. dowodził brygadą kawalerii, a potem 3 Kozacką Dywizją Płastuńską w XV Kozackim Korpusie Kawalerii SS, który skapitulował przed wojskami brytyjskimi. Po zakończeniu wojny wraz z pozostałymi wojskowymi Korpusu został wydany Sowietom. Po procesie skazano go na karę wieloletniego pobytu w łagrach. Osadzono go w obozie w Prokopiewsku, a następnie Nowosybirsku. Zmarł w obozie po 1946 r.